# Placito di Marturi
Il Placito di Marturi fu un'assemblea giudiziale avvenuta nel monastero-castello di Marturi (l'attuale Badia a Marturi nei pressi di Poggibonsi, in provincia di Siena) nell'anno 1076. L'importanza di tale accadimento per la storia del diritto europeo risiede nel fatto che in tale circostanza fu riproposto il Digesto quale materiale effettivamente utilizzabile nella prassi giuridica.

## Storia
Nel marzo 1076, a Marturi, l'attuale Poggibonsi, il monastero di S. Michele rivendica la proprietà di alcuni beni che gli erano stati donati (in realtà concessi) un'ottantina di anni prima dal marchese Ugo II di Tuscia (morto nel 1001), ma che si trovavano nelle mani di terzi per colpa del ‘malvagio’ marchese Bonifacio il quale, tra il 1002 e il 1012, aveva spogliato dei propri beni varie chiese e monasteri della zona. Il monastero di S. Michele aveva sollecitato la restituzione dei beni ma i giudici di volta in volta incaricati e probabilmente corrotti dalla controparte, non avevano mai dato corso a queste istanze; nel frattempo essendo trascorsi più di 40 anni dal torto subito, secondo i tempi stabiliti, era scattata la prescrizione dell'azione e il possessore si riteneva al sicuro da ogni rivendicazione.
La controversia fra il monastero di S. Michele in Castello, rappresentato dall'avvocato Giovanni, e Sigizo di Firenze, concernente alcuni beni e una chiesa siti in loco Papaiano, viene risolta a favore del monastero grazie all'applicazione di una norma del Digestum vetus per la quale il pretore concedeva la restitutio in integrum a coloro che non avevano potuto adire il giudice, ovvero in caso di denegata giustizia. In questo caso i beni, che secondo i monaci sarebbero stati donati dal marchese Ugo II di Toscana all'abbazia, sarebbero stati poi usurpati e posseduti dallo stesso Sigizo per oltre quarant'anni (prescrizione lunga). Nel frattempo il monastero aveva interrotto la prescrizione con gli atti opportuni; di ciò rendono testimonianza giurata sia l'advocatus Giovanni che altri due testimoni.
Tuttavia, nel placito si preferisce richiamare una norma del Digesto molto più raffinata e complessa. Il placito di Marturi, tenuto alla presenza di Nordillo, messo della marchesa Beatrice di Toscana (1015-1076), moglie del marchese Bonifacio IV di Toscana e madre di Matilde di Canossa, viene usualmente citato come prima prova della rinnovata conoscenza del Digesto; come testimonia questo Placito, sembra che la rinascita del diritto romano si sia spontaneamente accentuata negli ultimi decenni del secolo XI, proprio in seguito all'esigenza di conoscere i testi originali sviluppatasi parallelamente all'attenzione verso il diritto romano. Inoltre, dal momento che nel placito compare un Pepo legis doctor, la conoscenza e il suggerimento della norma applicata viene connessa a questo personaggio, generalmente identificato con il noto Pepo esperto in diritto romano, di cui parlarono anche Odofredo, Rodolfo il Nero, e la Cronaca di Ursperg e che, poco prima di Irnerio, pose le basi della prima università: lo studium medioevale a Bologna.
La causa venne decisa in favore del monastero grazie all'allegazione di un passo del Digestum vetus che sospendeva la prescrizione quarantennale, prevista nel diritto giustinianeo per i beni di enti ecclesiastici, nel caso in cui questi ultimi, nel corso di tale periodo, si fossero rivolti al magistrato per rivendicarne il possesso rispetto al diritto vantato dai concessionari. Il monastero, con il conforto di alcuni testimoni, dichiarava di avere già denunciato in passato la situazione senza però riuscire a risolvere la lite a causa della carenza di giudici e ottenne la restituito in integrum dei beni contesi da Sigizo.

## Testo del Placito di Marturi

### Testo originale
In Christi nomine. Brevis recordazionis (pro futu)ris temporibus ad memoriam habendam vel retinendam, qualiter in presenzia Nordilli, missi domine Beatricis ductricis et marchionisse, et Iohannis vicecomitis (…) in iudicio cum eis residentibus Guillielmo iudice, et Pepone legis doctore, et Rodulfo filio bone memorie Segnori, et Rolando filio bone memorie Rustici, et Aldiberto filio bone memorie Baruncelli, et Stefano filio bone memorie Petroni, et Benzo filio bone memorie Benzi, et Segnoritto filio bone memorie Boniti, et reliquis pluribus, proclamavit Iohannes advocatus ecclesie et monasterio sancti Michaelis site in castello, qui vocatur Martuli, una cum prepositus Gerardo eiusdem ecclesie et monasterii adversus Sigizonem de Florentia de quibusdam terris et de ecclesia sancti Andree, sitis in loco Papaiano, que fuerunt Vuinizonis filius bone memorie Ugonis, et ostendi(t cartulam), per quam predicto Vuinizo res (istas Ugoni) marchioni, concessit, et quandam aliam, qua continebatur, Ugonem marchionem easdem res prefato monasterio dedisse. Huic intenzioni prefatus Sigizo temporis prescriptionem obiecit dicens, inter se suumque patrem predictas res per quadrainta annorum curricula esse possessas.
Quam Sigizonis excepzionem pars suprascripti cenobii allata replicazione infirmavit affirmans, infra prefata tempora huius litis factam esse proclamationem. Et tribus idoneis hominibus productis, silicet Iohanne predicte ecclesie advocato, et Stefano filio bone memorie Petroni, et Aldiberto filio bone memorie Baruncelli, dixerunt abatem lohannem de predictis rebus marchioni Bonifazio, et Guidricum abatem duci Gotifredo et comitisse Beatrici proclamasse; et ita se iuraturos promiserunt. Et insuper predictus Iohannes advocatus, tactis sacrosanctis evangeliis, iuravit (ut supra); Stefano quoque et Aldiberto (suprascriptis) iurare volentibus, utraque pars consensit advocati sacramentum sufficere. His peractis, supradictus Nordillus, predicte domine Beatricis missus, lege Digestorum libris inserta considerata, per quam copiam magistratus non habentibus restitutionem in integrum pretor pollicetur (= D. 4.6.26.4), restituit in integrum ecclesiam et monasterium sancti Michaelis de aczione omnique iure, quod amiserat de terris et rebus illis, que fuerunt Vuinizonis de Papaiano, quas ipse Ugoni marchioni tribuit et Ugo marchio in ecclesiam sancti Michaelis contulit. Actum est hoc anno ab incarnatione domini nostri Iesu Christi septuagesimo quinto post mille, mense marzio, indizione quartadecima, feliciter. Factum est hoc intus burgum, qui vocatur Martuli, prope plebem sancte Marie, territurio Fiorentino, feliciter.

### Traduzione
Nel nome di Cristo. Breve riassunto a vantaggio dei tempi futuri di come, alla presenza di Nordillo, messo di Beatrice, signora e marchesa, e di Giovanni visconte, nel corso di un giudizio con alcuni residenti, cui parteciparono il giurista Pepone e il giudice Guglielmo, unitamente a Rodolfo figlio di Signore, Rolando figlio di Rustico, Adilberto figlio di Baroncello, Stefano figlio di Petronio, Benzo figlio di Benzo e Signorotto figlio di Bonizio, ed alcuni altri, Giovanni, avvocato della chiesa e del monastero di San Michele sito nel castello (che è chiamato) di Martuli, insieme con Gerardo, preposto della stessa chiesa e del medesimo monastero, si scontrò ed ottenne sentenza favorevole ai danni di Sigizone da Firenze a proposito di alcune terre e della chiesa di Sant'Andrea, situate nel luogo di Papaiano che erano state cedute al monastero dal marchese Ugo, cui, a sua volta erano state cedute da Vuinizio, dandone prova attraverso una chartula.
Contro questa tesi il citato Sigizone fece obiezione, opponendo l'intervenuta prescrizione e dicendo che su quelle terre per le quali era causa era stato esercitato un possesso che fra lui e suo padre ammontava a oltre quarant'anni.
La difesa del cenobio, dopo aver replicato, confutò l'eccezione di Sigizone, sostenendo che nel periodo intercorso, durante la lite, i beni erano stati rivendicati. E prodotti tre testi adeguati, nelle persone di Giovanni avvocato della citata chiesa, Stefano figlio di Petronio e Adilberto figlio di Baroncello, tutti dissero che l'Abate Giovanni aveva rivendicato quelle terre al marchese Bonifacio e l'abate Guidrico al duca Gotofredo ed alla contessa Beatrice: e giurarono in tal senso.
E, proprio in questo modo, l'avvocato Giovanni, con la mano sui vangeli fece giuramento; anche Stefano e Adilberto volevano giurare, ma entrambe le parti furono d'accordo che il giuramento del solo avvocato fosse sufficiente.
Esposte le prove, il citato Nordillo, messo della signora Beatrice più volte nominata, considerata con attenzione la normativa contenuta nei libri dei Digesta, per la quale il pretore sanciva la restitutio in integrum a favore di quei soggetti che non avevano potuto far valere i loro diritti per mancanza di giudici, dispose la restitutio in integrum a favore del monastero di San Michele e della chiesa, concedendogli ogni diritto e l'azione che aveva perduto in ordine alle terre ed ai beni che furono di Vuinizo e che lo stesso marchese Ugo attribuì e conferì alla chiesa di San Michele.
Atto redatto nell'anno 1075 dall'incarnazione di nostro Signore Gesù Cristo, mese di marzo, quattordicesima indizione, nel borgo di Martuli, nel territorio fiorentino.
Io Nordillo, in qualità di scrivente, confermo quanto detto.